# Pontificio Collegio Gallio
Il Pontificio Collegio Gallio è un istituto di istruzione di Como, fondato nel 1583 dal cardinale Tolomeo Gallio e retto dai chierici regolari della Congregazione di Somasca. 

## Storia

### La chiesa e il monastero di Santa Maria in Rondineto
Prima della costruzione dell'attuale collegio, i terreni in località Rondineto su cui sorgerà poi la struttura erano di proprietà dell'ordine degli Umiliati di Milano, i quali vi avevano impiantato a partire dal XII secolo un convento con una cappella. La scelta del luogo non era stata occasionale in quanto il terreno era attraversato da una roggia, necessaria al funzionamento dei mulini ad acqua per produrre la lana che era una delle principali fonti di ricchezza dell'Ordine.

### La costruzione del collegio Gallio

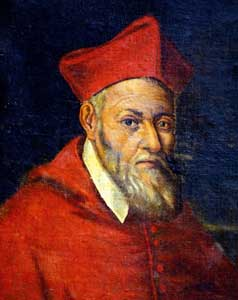
Il cardinale Tolomeo Gallio, fondatore del collegio nel 1583

Quando il pontefice, nel 1571, decise di sopprimere la congregazione per porre fine all'eccessivo accumulo di ricchezza da parte dei suoi appartenenti, gli Umiliati cedettero in commenda i loro possedimenti al cardinale Tolomeo Gallio. L'anno successivo all'acquisizione di questi terreni, il cardinale Gallio venne nominato Cardinale Segretario di Stato da papa Gregorio XIII ed acquisì quindi grande influenza anche presso la Santa Sede. Ben presto pensò di riconvertire la struttura in località Rondineto al fine di far dimenticare il passato degli Umiliati e favorire l'educazione dei giovani sulle basi del Concilio di Trento. Il 15 ottobre 1583, dunque, ottenne da papa Gregorio XIII il permesso di fondare il collegio con la bolla Immensa Dei providentia.
Il cardinale Gallio decise contestualmente di affidare l'amministrazione del nuovo collegio ai Chierici Regolari di Somasca, che già operavano in zona e che, dalla loro fondazione ad opera di San Girolamo Emiliani, si erano occupati dell'educazione della gioventù abbandonata. Nel 1583 iniziarono quindi i lavori di restauro dell'edificio degli Umiliati, che venne modificato ed adattato alle nuove esigenze del collegio e che venne inaugurato il 18 giugno 1589 in presenza del vescovo di Como, Feliciano Niguarda. I primi alunni ammessi come convittori nel collegio furono i rampolli delle nobili famiglie comasche; grazie alle prime entrate, fu possibile accogliere anche venti alunni orfani, un numero che, a causa del potere dell'aristocrazia locale, era inferiore a quanto inizialmente previsto.
Alla morte del cardinale Gallio, egli lasciò disposizione testamentaria affinché il collegio continuasse a sopravvivere con un collegio amministrativo guidato dal primogenito della famiglia Gallio (la direzione passò quindi dopo la morte di Tolomeo a suo nipote) e composto dal vescovo di Como, da un canonico della cattedrale di Como, dal prevosto del collegio e da un nobile di Como.

### Il Seicento
Nel 1607, a quasi trent'anni dalla sua fondazione, il Collegio Gallio dovette già subire profonde modificazioni a causa di una grande inondazione che interessò l'area del collegio e che rese necessaria la costruzione di una nuova chiesa, sia per sopperire ai danni subiti da quella antica sia, soprattutto, per poter offrire un più ampio luogo di culto agli ospiti del convitto. Nel 1635 iniziarono quindi i lavori per la realizzazione della nuova chiesa, dedicata sempre alla Madonna; la struttura precedente venne utilizzata in un primo tempo come cantina e granaio, mentre successivamente fu riadattata per accogliere altre aule. Purtroppo i lavori si interruppero nel 1675 all'altezza delle fondamenta per mancanza dei mezzi necessari a proseguire l'opera.
Nel frattempo, dopo che il Concilio di Trento aveva stabilito la necessaria presenza in ogni diocesi di almeno un seminario per la formazione dei sacerdoti secondo le nuove regole della chiesa, il vescovo di Como, Lazaro Carafino, pensò di istituire proprio nel collegio Gallio un seminario per la formazione ecclesiastica. Dopo aver ottenuto tale permesso dai superiori, il 6 marzo 1629 venne ufficialmente aperto il seminario; tutti gli alunni del collegio rimasti in sede dopo questa decisione vennero obbligati a seguire la vita ecclesiastica.
Nel 1630 il collegio venne chiuso per un anno intero a causa di un'epidemia di peste. Riaprì i battenti l'8 ottobre 1631.
A causa del continuo incremento delle iscrizioni al collegio, nel 1681 si rese necessario ampliare la struttura che, tutto sommato, a un secolo dalla sua fondazione, non si era molto discostata da quella del convento degli Umiliati. Ancora una volta, alla base di questo ampliamento stava un'inondazione, questa volta dovuta al Lago di Como, che con le proprie acque filtrava nelle cantine e nel terreno, e al torrente Cosia, che invece raggiungeva le stanze del piano terra.
Il collegio divenne così una struttura simile ad un palazzo signorile dell'epoca, con affreschi, stucchi e sculture, che resero l'ambiente più consono ad accogliere gli ospiti provenienti prevalentemente dalle casate nobili di Como e provincia. Ad occuparsi del rifacimento della struttura venne chiamato l'architetto Agostino Silva.

### Il Settecento

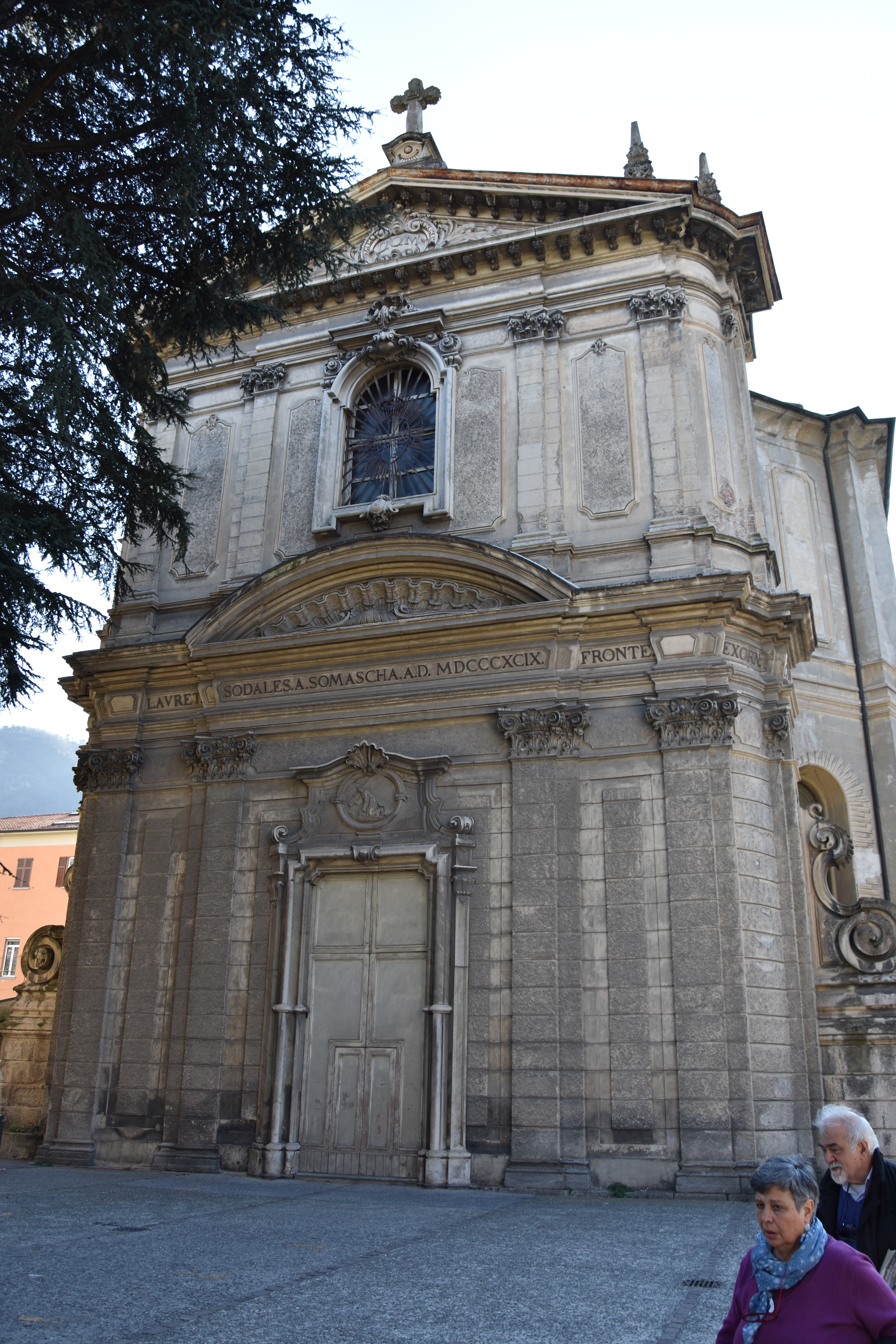
Santa Maria di Loreto

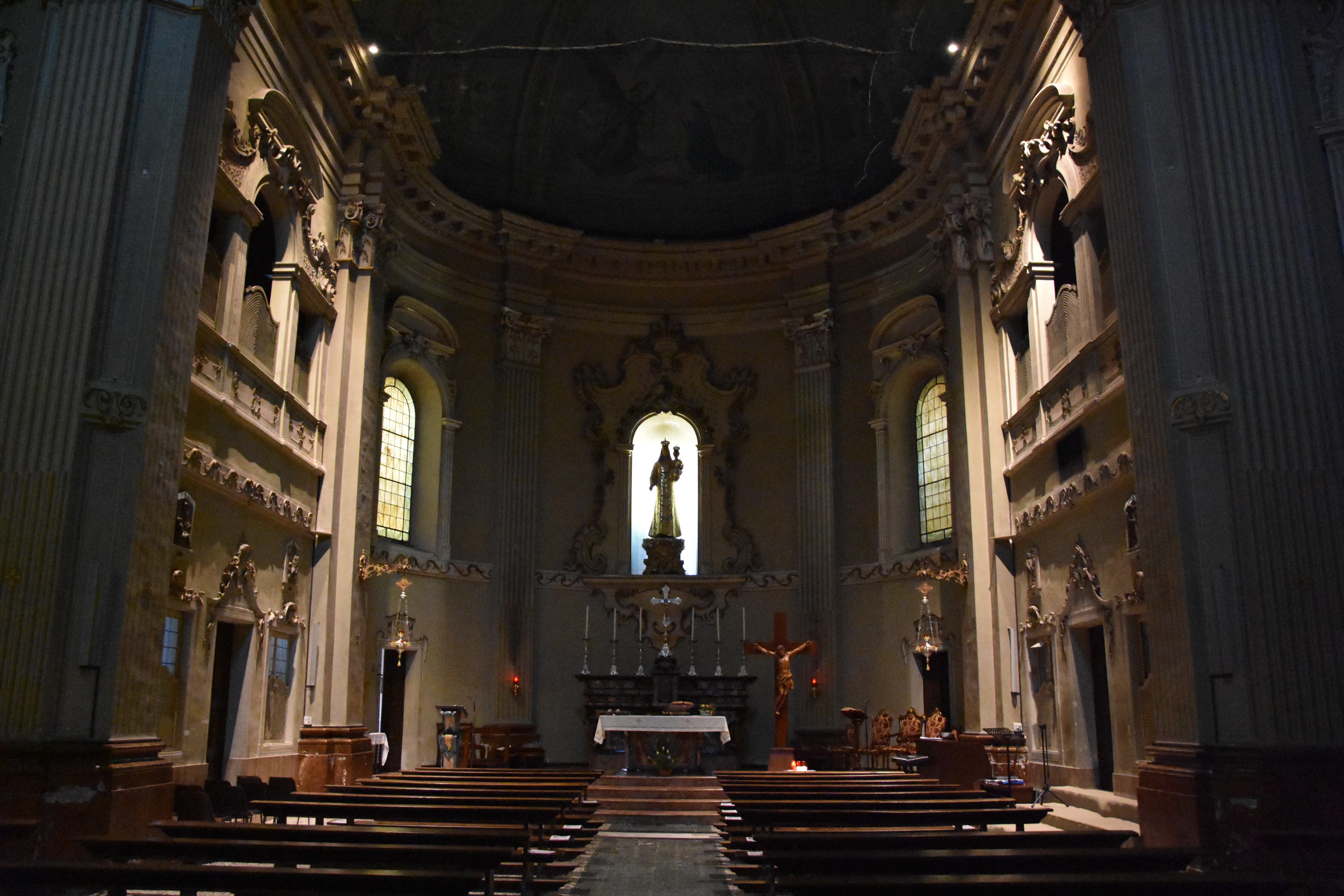
Interno della chiesa

Nel XVIII secolo continuarono ancora le opere di abbellimento del collegio Gallio, grazie alla manodopera del pittore Carlo Carloni, che venne chiamato a decorare la maggior parte delle stanze del convitto. La sua opera maggiore al collegio Gallio fu la decorazione del grande scalone d'onore, ove realizzò numerosi dipinti a partire dalla cupola dello stesso, decorata con scene di gloria di santi. Nelle lunette sovrastanti le porte dei cortili dipinse alcuni medaglioni con volti e frasi di personaggi famosi della letteratura classica greca e romana.
Rimaneva intanto pressante la necessità della costruzione di una nuova chiesa per l'istituto; grazie all'operosità del rettore Felice Fabrizio Sirtori e dei legati di alcuni aristocratici, nel 1745 ripresero i lavori di edificazione della cappella, che vennero terminati dieci anni più tardi. La chiesa, inaugurata solennemente nel 1754, venne consacrata alla Madonna di Loreto, con la creazione anche di due altari laterali, uno dedicato all'allora Beato Girolamo Emiliani, fondatore della congregazione somasca, e l'altro a San Giovanni Meda; anche in questo caso, le pitture e le decorazioni furono affidate a Carlo Carloni (anche se la pittura raffigurante il santo di Meda fu realizzata da Giuseppe Antonio Petrini).
Nell'ambito delle soppressioni volute dall'imperatore Giuseppe II d'Asburgo-Lorena, anche il collegio Gallio subì delle modifiche a partire dal 1787, quando venne chiuso l'alunnato. L'idea di Giuseppe II era quello di evitare che esistessero delle strutture educative direttamente gestite dalle congregazioni religiose con gratuità; a tal proposito i padri somaschi avanzarono saggiamente una proposta che fu bene accolta dal governo austriaco: ottenere in affitto i locali del Collegio per destinarli all'educazione di quei giovani che potevano sostenerne le spese, in modo che anche il governo potesse ricavarne una tassazione. In questo modo si evitava che il collegio andasse perduto per sempre.
Il 10 giugno 1791 il collegio accolse la visita dell'imperatore Leopoldo II d'Asburgo-Lorena, il quale, impegnato in una visita nel Ducato di Milano, volle soffermarsi anche in questa istituzione modificata dal defunto fratello. Grazie alla magnanimità dell'imperatore, l'alunnato venne riaperto e il collegio poté riprendere la sua regolare attività di insegnamento come nei secoli precedenti.

### L'Ottocento

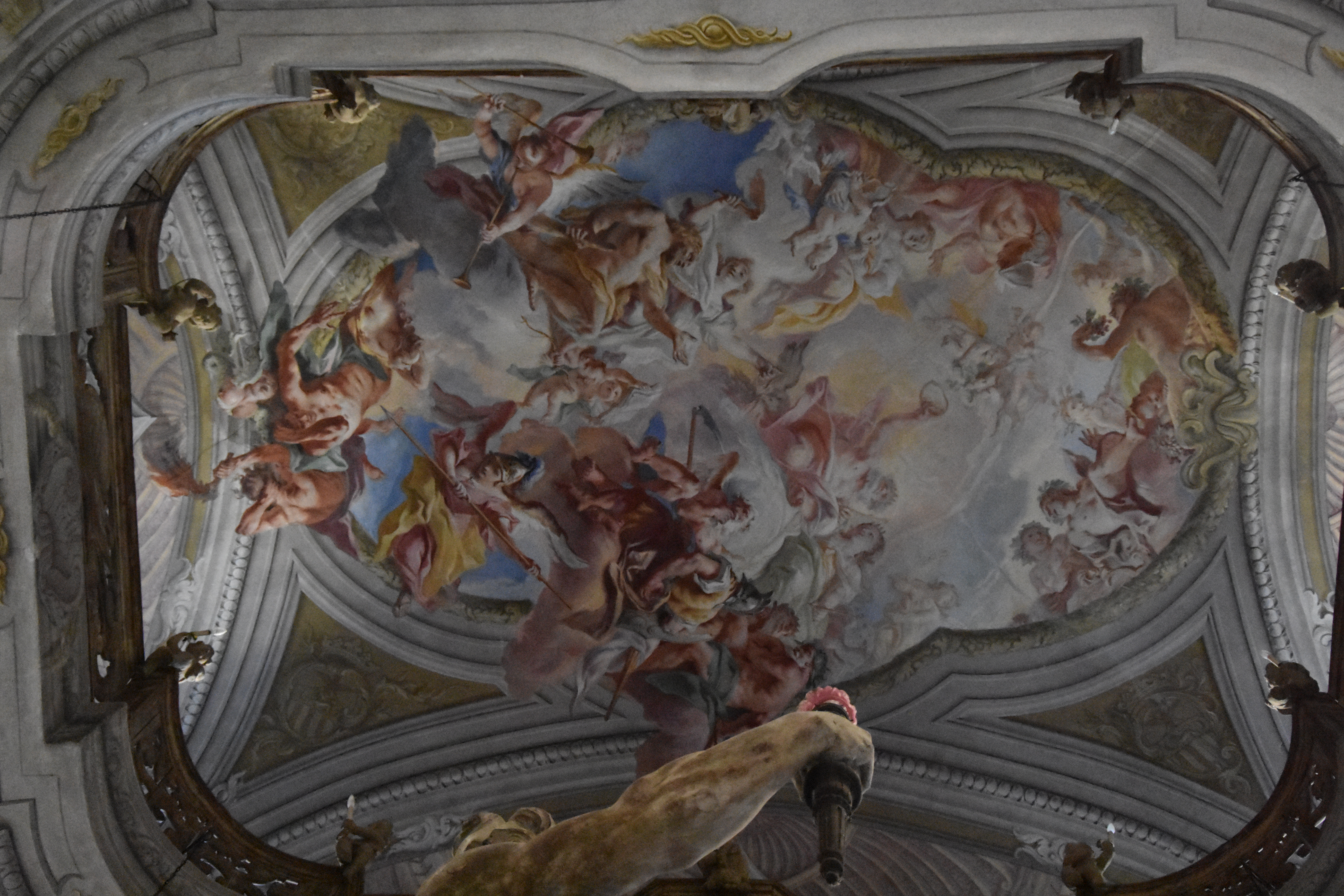
Decorazione dello scalone d'onore

La Rivoluzione francese e i suoi risvolti in Italia con la campagna militare di Napoleone portarono l'area del comasco a conoscere profondi disordini, che costrinsero il comune di Como a tassare pesantemente la popolazione e gli enti religiosi per raccogliere i fondi necessari a ripristinare la situazione. A peggiorare la situazione, nel 1810, un decreto governativo dell'Impero francese proclamò la soppressione di tutti gli ordini religiosi, tra cui ovviamente figuravano anche i padri somaschi. Ancora una volta l'intraprendenza dell'Ordine riuscì a salvare il collegio Gallio, che venne mantenuto aperto privatamente a scapito, però, della perdita della villa di Roscio a Monte Olimpino, in precedenza utilizzata dal collegio per accogliere gli alunni durante il periodo estivo. La condizione imposta dal governo era che l'ente continuasse a sopravvivere come diretto da sacerdoti secolari e come tale gli ex somaschi, per continuare a celebrare i divini offici, divennero sacerdoti secolari, oltre a inviare regolarmente delle relazioni sull'operato del collegio alle autorità governative locali ed a prevedere nei programmi scolastici l'insegnamento della lingua francese.
Con la restaurazione austriaca nel 1815, una delle prime preoccupazioni del collegio fu quella di chiedere al governo la parificazione del collegio, affinché gli alunni frequentanti la struttura potessero accedere più facilmente alle strutture superiori governative; l'approvazione avvenne nel 1823.
Il collegio, che nel corso dei secoli aveva avuto una vocazione essenzialmente rivolta alle materie classiche, dal 1880 accolse anche una sezione per le materie scientifiche e tecniche, il che comportò, a partire dal 1886, un ampliamento delle strutture esistenti con la costruzione di un secondo cortile del collegio.

### Dal Novecento ai giorni nostri

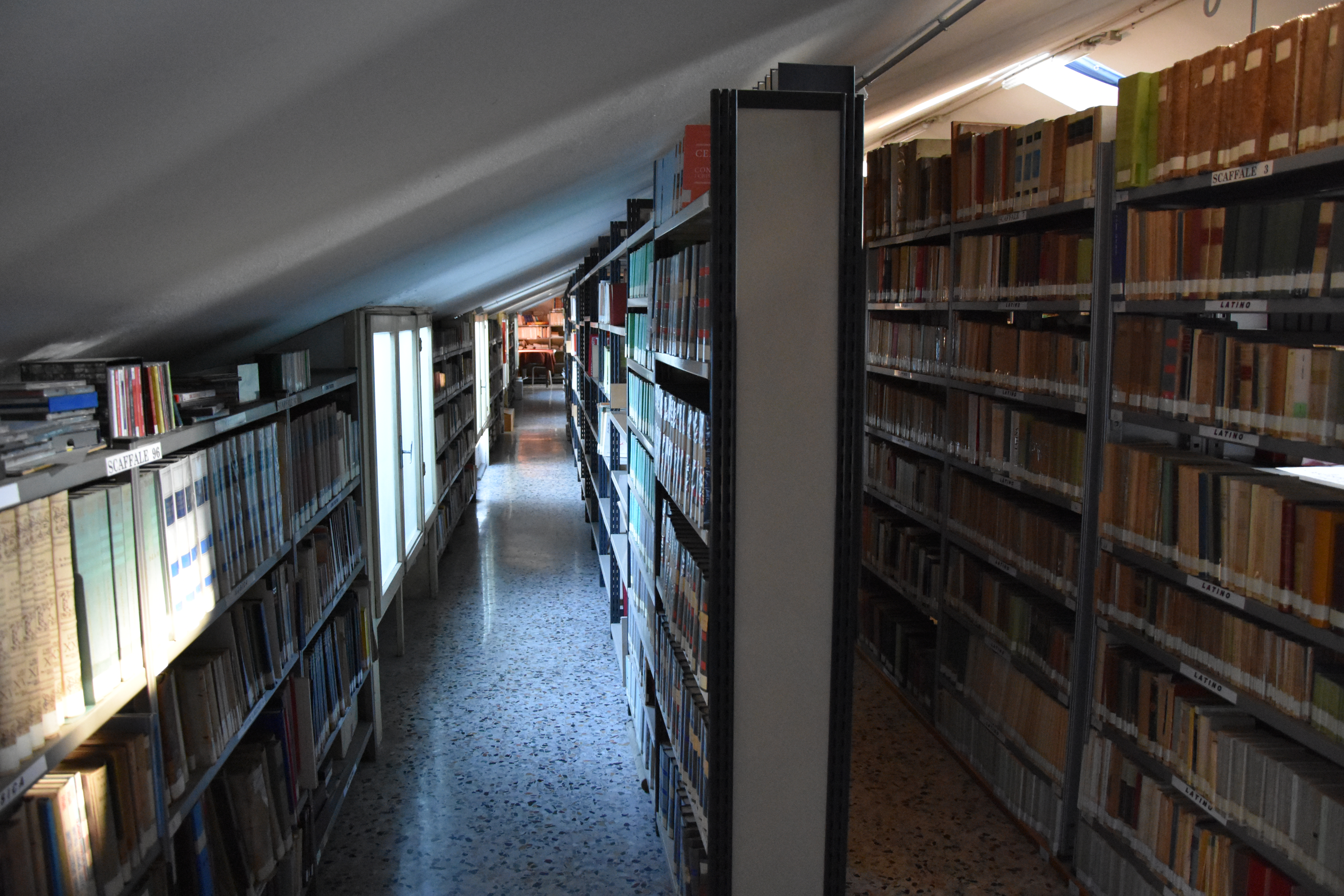
La biblioteca della moderna scuola

Date le nuove esigenze scolastiche, il nuovo secolo si aprì con nuovi lavori di ampliamento per la costruzione della palestra, dei bagni e di un nuovo teatro, lavori che si aprirono nel 1906 e proseguirono per un anno. Il 23 maggio 1912 l'edificio del collegio venne incluso tra i monumenti di interesse nazionale. Con oltre cento alunni, la fama del collegio continuava ad aumentare, tanto che nel 1912 un superiore della struttura, padre Pacifici, venne nominato arcivescovo di Spoleto.
Attualmente, il Pontificio Collegio Gallio continua la sua opera di istruzione con la presenza di diversi organismi di istruzione tra cui:
- Scuola dell'Infanzia e sezione primavera
- Scuola Primaria
- Scuola Secondaria di primo grado
- Liceo Scientifico / Scienze Applicate a curvatura biomedica
- Liceo Scientifico Quadriennale Internazionale